# チョン・ミョングァン
チョン・ミョングァン（朝鮮語: 천명관、漢字表記：千明官、1964年 - ）は、韓国の小説家、映画監督。

## 経歴
1964年、京畿道龍仁市生まれ。保険の営業マンなど様々な仕事を経て、映画関係の仕事につき、シナリオを手がける。
2003年に短編「フランクと私」でデビュー。翌年に発表した本作『鯨』で第10回文学トンネ小説賞を受賞すると、大ヒットとなり一躍人気作家の仲間入りをした。
10年に発表した『高齢化家族』は映画化され、日本でも『ブーメランファミリー』のタイトルで公開された。その他、これまでの著作に『愉快な下女マリサ』(2007)､『僕のおじさんブルース・リー』(2012)､『七面鳥と走る肉体労働者』(2014)､『これが男の世界だ』(2016）がある。
2019年にキム・オンス原作の小説『野獣の血』（뜨거운 피）の映画化にあたり、映画監督デビューした。

## 邦訳作品

### 単行本
- 『鯨』斎藤真理子訳、晶文社、韓国文学のオクリモノ、2018年5月

### アンソロジー
- 「退社」(吉良佳奈江訳）in「文学ムック たべるのがおそいvol.7 」書肆侃侃房、2019年4月